# Anadenanthera
Anadenanthera är ett släkte av ärtväxter. Anadenanthera ingår i familjen ärtväxter.
Kladogram enligt Catalogue of Life:
| Anadenanthera | \| \| Anadenanthera colubrina \| \| \| \| \| \| Anadenanthera peregrina \| \| \| \| |
|               | \| \| Anadenanthera colubrina \| \| \| \| \| \| Anadenanthera peregrina \| \| \| \| |
|               | Anadenanthera colubrina                                                             |
|               |                                                                                     |
|               | Anadenanthera peregrina                                                             |
|               |                                                                                     |

## Bildgalleri

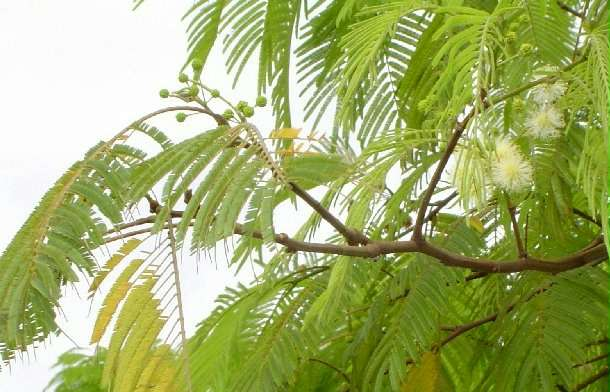
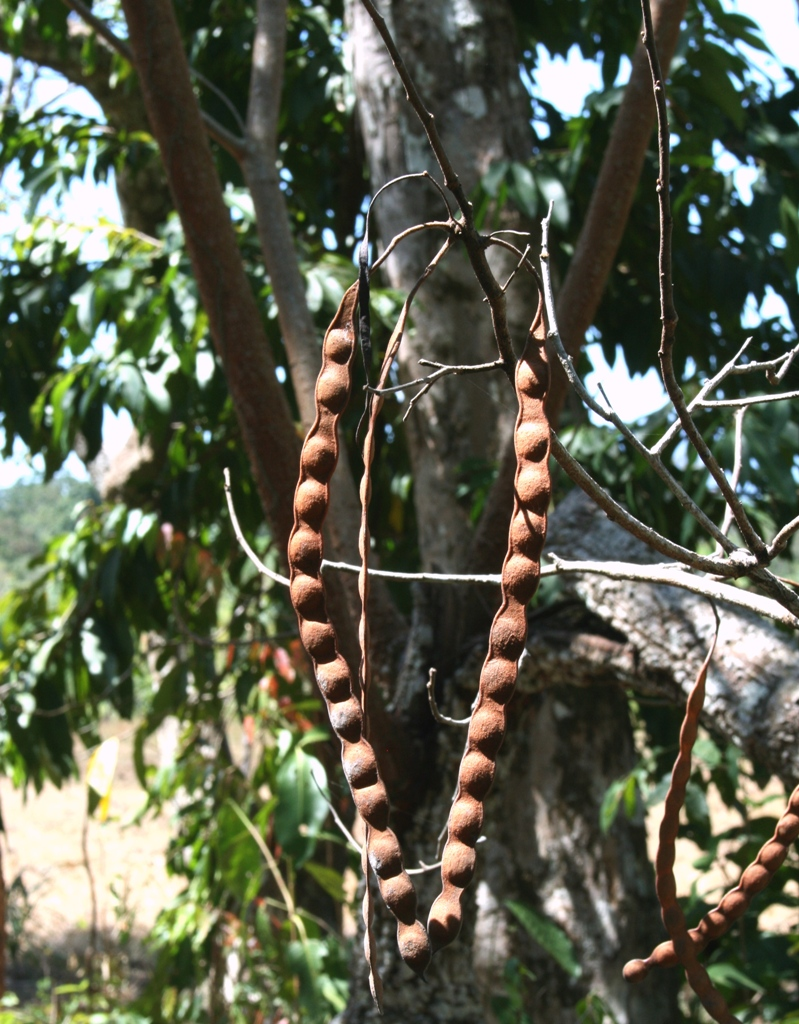
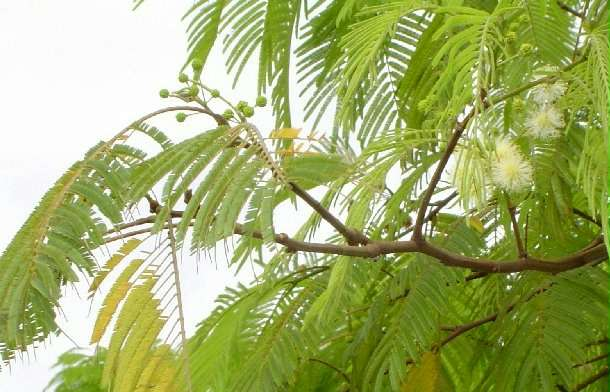
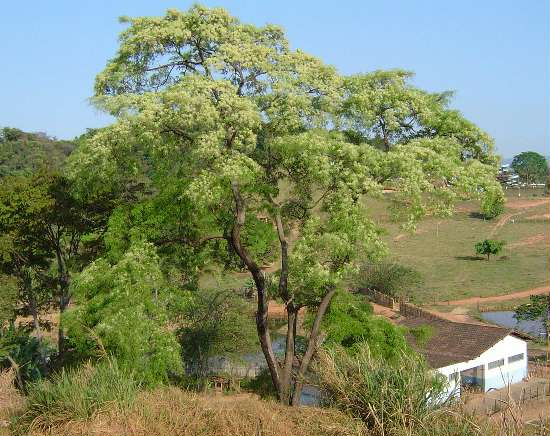